# لويس فيليبي فييرا
لويس فيليبي فييرا (بالبرتغالية: Luís Filipe Vieira‏) هو شخصية أعمال برتغالي، ولد في 22 يونيو 1949 في لشبونة في البرتغال.